# 아가메데
아가메데(Agamede)는 헤라클레스의 양아버지 암피트리온과 헤라클레스의 친어머니 알크메네 사이에서 태어난 딸이다. 다시 말해 헤라클레스와 그의 형 이피클레스의 여동생이다. 처녀로 성장했을 땐 외숙부 리킴네오스에게 시집을 갔으며 자신의 이복 오빠 헤라클레스가 아내와 아이들을 죽인 죄책감에 괴로워했을 때 격려해 주기도 하였다. 그리스 신화에는 자세히 언급되지 않았다.